# Fabio Olivieri
Pour les articles homonymes, voir Olivieri.
Fabio Olivieri (né le 29 avril 1658 à Pesaro dans la province de Pesaro et Urbino, dans les Marches, alors dans les États pontificaux, et mort le 9 février 1738 à Rome) est un cardinal italien du XVIIIe siècle. Il est un cousin du pape Clément XI.

## Biographie
Fabio Olivieri exerce diverses fonctions au sein de la Curie romaine, notamment comme secrétaire des brefs apostoliques en 1700, au Tribunal suprême de la Signature apostolique et comme pro-préfet du Palais apostolique.
Clément XI, son cousin, le crée cardinal lors du consistoire du 6 mai 1715. 
Le cardinal Olivieri participe au conclave de 1721, lors duquel Innocent XIII est élu, et à ceux de 1724 (élection de Benoît XIII) et de 1730 (élection de Clément XII).
Il meurt à Rome le 9 février 1738 à l'âge de 79 ans.

### Sources
- Fiche du cardinal Fabio Olivieri sur le site fiu.edu